# 연합 (스웨덴)

연합(스웨덴어: Alliansen 알리안센[*]) 또는 스웨덴을 위한 연합(스웨덴어: Allians för Sverige 알리안스 푀르 스베리게[*])은 스웨덴의 중도우파 정당들의 정당 연합이다.

## 가입 정당
- 온건당 (70) - 중도우파, 자유보수주의 정당. 현재 연합에서 가장 크다.
- 중앙당 (31) - 중도주의, 사회자유주의, 농본주의 정당. 경제적으로는 4개 정당중 가장 좌파적이다.
- 기독교민주당 (22) - 중도우파 ~ 우익. 기독교 민주주의 정당으로 사회보수주의적 성격이 있으며 연합 내에서 제일 보수적이다.
- 자유당 (20) - 중도우파, 보수자유주의 정당. 다만 자유주의 페미니즘 성향을 보이는 등 다소 진보적인 면모도 있다.

기존 가입 정당이었던 중앙당과 자유당은 본래 연합 소속이지만 스웨덴 민주당이라는 극우 정당의 부상을 막기 위해 중도좌파인 스테판 뢰벤 내각과 연립정부를 구성하고 있다.

## 역대 총선거 결과

### 스웨덴의회 선거
| 연도                  | 득표수               | 의석 수 변동         | 집권 여부            |
| --------------------- | -------------------- | -------------------- | -------------------- |
| 1991년                | 170 / 349            |                      | 여당                 |
| 1994년부터 2004년까지 | 중도우파 연합이 해산 | 중도우파 연합이 해산 | 중도우파 연합이 해산 |
| 2002년                | 158 / 349            |                      | 야당                 |
| 2006년                | 178 / 349            | 20                   | 여당                 |
| 2010년                | 173 / 349            | 5                    | 여당                 |
| 2014년                | 141 / 349            | 32                   | 야당                 |
| 2018년                | 142 / 349            | 1                    | 야당                 |

## 같이 보기
- 적녹동맹 (스웨덴)